# Киро Дойчиновски
Киро Георгиев Дойчиновски (на македонска литературна норма: Киро Георгиев Дојчиновски) е историк и политик от Северна Македония.

## Биография
Роден е на 19 август 1937 година в демирхисарското село Велмевци, тогава в Кралство Югославия. Завършва Философския факултет на Скопския университет. Магистратура прави в Загреб, а докторантура на тема „Културно наследство на Македония чрез писмените сведения“ защитава в Сараево. След това работи в различни културно-научни институции, включително като директор на Националната и унвиерситетска библиотека и Държавния архив, председател на дирекцията за култура и изкуство на град Скопие и други. Между 2002 – 2006 година е депутат в Събранието на Република Македония от листите на СДСМ.